# Monerac
Le monerac N est un cépage noir de cuve français récent (1960). C'est un métis créé par l'INRA.

## Origine
Le monerac a été créé par Paul Truel, chercheur de l'INRA au domaine de Vassal, en 1960. C'est un croisement entre le grenache noir N et l'aramon N. 
En 1994, il ne représentait que 2 hectares en France.

## Caractères ampélographique
L'apex du rameau (extrémité) est cotonneux. Les jeunes feuilles sont jaunâtres. Le rameau est vert.

Les feuilles adultes sont orbiculaires, trilobées, avec un sinus pétiolaire peu ouvert ou fermé. Les dents sont courtes et droites.
Les grappes sont moyennes à grosses.

## Aptitudes

### Culturales
C'est un cépage vigoureux a port demi-érigé. Il peut être conduit en gobelet ou palissé sur cordon, mais doit être taillé court. Il donne une production régulière.

### Sensibilité aux maladies
Ses grappes lâches le rendent peu sensible à la pourriture grise.

### Technologiques
Le potentiel d'accumulation du sucre est très important. Les vins sont souples, manquant parfois un peu de couleur. Sa destination est essentiellement dirigée vers la production de vin rosé. 

## Sources